# Esquibien
Esquibien foi uma antiga comuna francesa na região administrativa da Bretanha, no departamento Finisterra. Estendia-se por uma área de 15,41 km². Em 2010 a comuna tinha 1 605 habitantes (densidade: 104,2 hab./km²).
Em 1 de janeiro de 2016, passou a formar parte da comuna de Audierne.